# كلارك ماسترز
كلارك ماسترز (بالإنجليزية: Clark Masters)‏ (31 مايو 1987 في المملكة المتحدة - ) هو لاعب كرة قدم بريطاني في مركز حراسة المرمى. لعب مع إيستبورن بوروه وتونبريدج أنغلز وستيفيناغ بوروه ونادي برينتفورد ونادي ساوثيند يونايتد وهايز وييدينغ يونايتد ‏ ونادي بارو وهافانت أند ووترلوفيل ونادي سلاو تاون وRedbridge F.C. ‏ وإيه أف سي ويمبلدون ونادي ألدرشوت تاون وهاستينغز يونايتد وويلينج يونايتد.

## وصلات خارجية
- كلارك ماسترز على موقع قاعدة بيانات كرة القدم.إي يو (الإنجليزية)
- كلارك ماسترز على موقع Soccerbase.com (لاعب) (الإنجليزية)